# Sybra trilineata
Sybra trilineata är en skalbaggsart som beskrevs av Maurice Pic 1938. Sybra trilineata ingår i släktet Sybra och familjen långhorningar.
Artens utbredningsområde är Filippinerna. Inga underarter finns listade i Catalogue of Life.